# Madeira petrificada

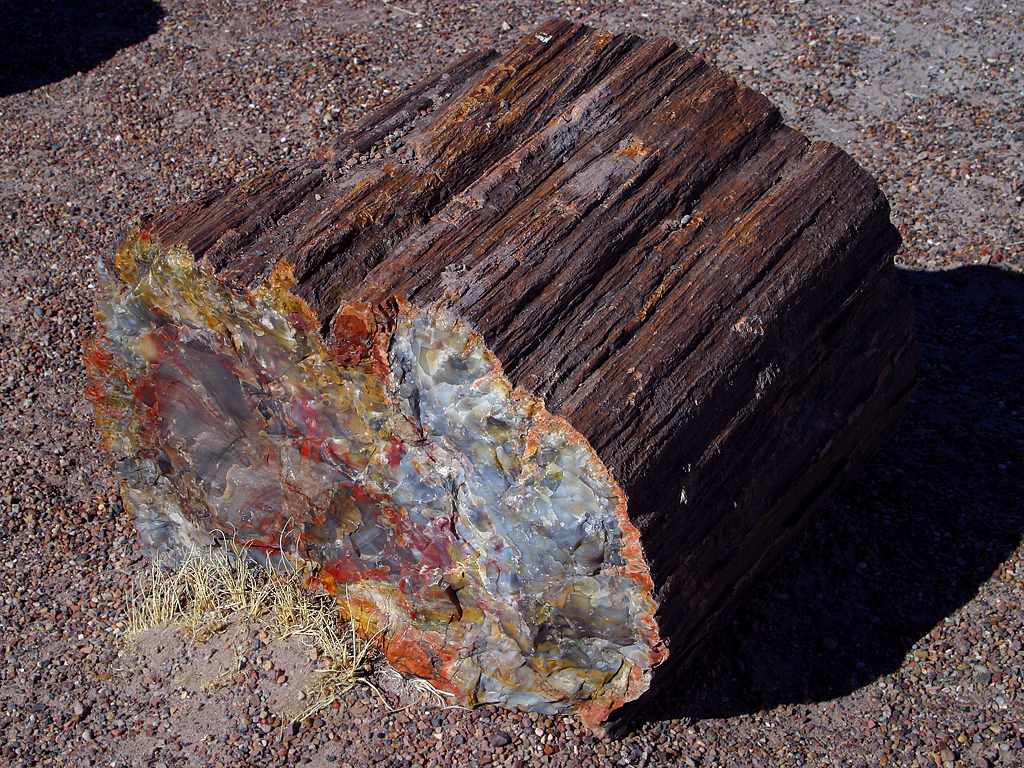
Madeira petrificada

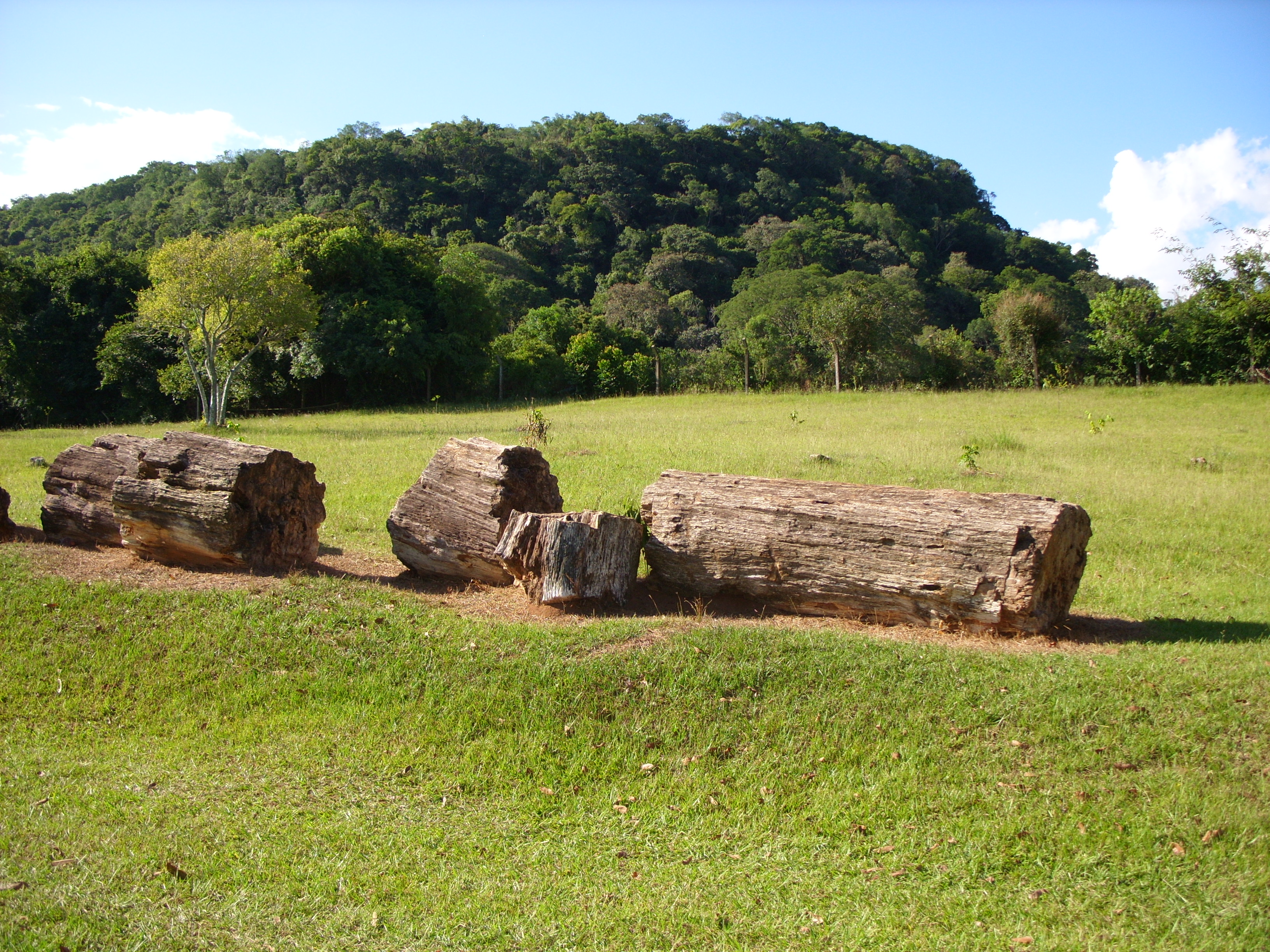
Madeira petrificada do Jardim Paleobotânico de Mata.

Madeira petrificada, também conhecida como madeira fossilizada, madeira silicificada, ou xilopala, é madeira petrificada por calcedônia. Esta variedade de quartzo é na realidade madeira fossilizada e em alguns casos pode conter vestígios de opala tal como diz o nome xilopala.

## No mundo
Existem troncos de madeira petrificada em pé, nos Estados Unidos, mas sem a quantidade observada em Mata e São Pedro do Sul. Em menor quantidade também podem ser encontrados na Patagônia, no extremo-sul da Argentina.

## No Brasil
Conforme um mapeamento realizado pelo Departamento Nacional de Produção Mineral, foram identificadas cerca de 17 afloramentos de árvores petrificadas nos municípios de Santa Maria, Mata e São Pedro do Sul, demarcando-as com área de fácil acesso para os turistas e estudiosos interessados. Em São Pedro do Sul ocorre a maior área reservada dos afloramentos, existem cerca de 12 afloramentos, porém boa parte de seu subsolo está repleto dos antigos troncos, encontrados em abundância em todos os bairros da periferia, impedindo, muitas vezes, a construção de casas, cercas e a formação de plantações. A melhor visualização ocorre em Mata, em decorrência de uma maior depredação dos afloramentos. A praça Santo Brugalli localizada no centro é feita com troncos de madeira petrificada, onde há uma escadaria em madeira petrificada que termina no topo de um morro. Entre essa praça e a Igreja Matriz ainda há a escadaria da Gruta Nossa Senhora de Lurdes, com 129 degraus em madeira petrificada.
Em outros estados como São Paulo, Amazonas e Ceará também foram observadas madeiras petrificadas, mas sem caracterização de floresta como a que ocorre no Rio Grande Do Sul. Em Tocantins, no município de Filadélfia, distrito de Bielândia, fica o Monumento Natural das Árvores Fossilizadas do Tocantins, umas das maiores áreas de floresta petrificadas do país com 32 mil hectares, com material encontrados na região com mais de 250 milhões de anos. 

### No Rio Grande do Sul
Um mapeamento feito há alguns anos pelo Departamento Nacional de Produção Mineral identificou 17 afloramentos de árvores petrificadas, em campos e bairros das cidades gaúchas de Santa Maria, Mata e São Pedro do Sul, com as seguintes áreas, muitos dos quais de fácil acesso para os turistas e estudiosos interessados:
- Santa Maria: Bairro de Chácaras das Flores, com cerca de seis hectares, em pátios das casas; e em cinco hectares do distrito de Pinhal, a cinco quilômetros do centro da cidade;
- Mata: 23 hectares no distrito de Demétrio Ribeiro, de 10 a 12 quilômetros da cidade; 116 hectares ocupando quase toda a área urbana da sede do município e arredores em boa parte já depredados, incluindo-se aí o Jardim Paleobotânico, de três hectares, adquirido pela Universidade de Santa Maria para preservação de uma área intocada. Ainda em Mata foi localizado o afloramento de São Rafael, com nove hectares, em distrito próximo à sede, onde se encontra muito pouca coisa no topo de uma coxilha.
- São Pedro do Sul: Neste município, onde há a maior reserva, existem 12 afloramentos, alguns muito importantes e próximos à sede, embora se possa dizer que boa parte de seu sub-solo está repleto dos antigos troncos, encontrados em abundância em todos os bairros da periferia, impedindo, muitas vezes, a construção de casas, cercas e, mesmo, a formação de plantações. O afloramento do Chiniquá, um dos mais importantes, tem 57 hectares e está distante 38 quilômetros da sede do município; afloramento do Passo do Leonel, a 15 quilômetros da sede, encontrando-se as árvores espalhadas pelo mato e pasto de propriedades particulares; afloramento da Carpintaria, 10 hectares em campo e mato, distante oito quilômetros da sede; Antonio Lima, 78 hectares a 10 quilômetros; Água Boa, 60 hectares, a seis quilômetros; Faxinal, 40 hectares, a quatro quilômetros; Capeletto, 68 hectares em pasto e mato, a 10 quilômetros; Inhamandá, dois hectares a três quilômetros. Dentro da própria sede do município de São Pedro do Sul há o afloramento de São Pedro, com 92 hectares abrangendo pátios de casas, beira de estradas e ruas.